# Giuseppe Maria Diodati
Pour les articles homonymes, voir Diodati.
Giuseppe Maria Diodati est un librettiste d'opéra actif à Naples de 1786 à 1798.

## Biographie
Giuseppe Maria Diodati est le poète maison du Teatro Nuovo à Naples, ses livres de librettos qui subsistent (qui portent sa signature ou le timbre G. M. D.), sont de la période 1786-1798. Associé avec Cimarosa (pour lequel il écrit plus des deux tiers de ses textes existants), il devient un librettiste de premier plan à l'époque. Son autre association majeure est celle avec le Napolitain Giacomo Tritto.